# Boston Online Film Critics Association Awards 2020
9. ročník předávání cen asociace Boston Online Film Critics Association se konal dne 19. prosince 2018.

## Nejlepších deset filmů

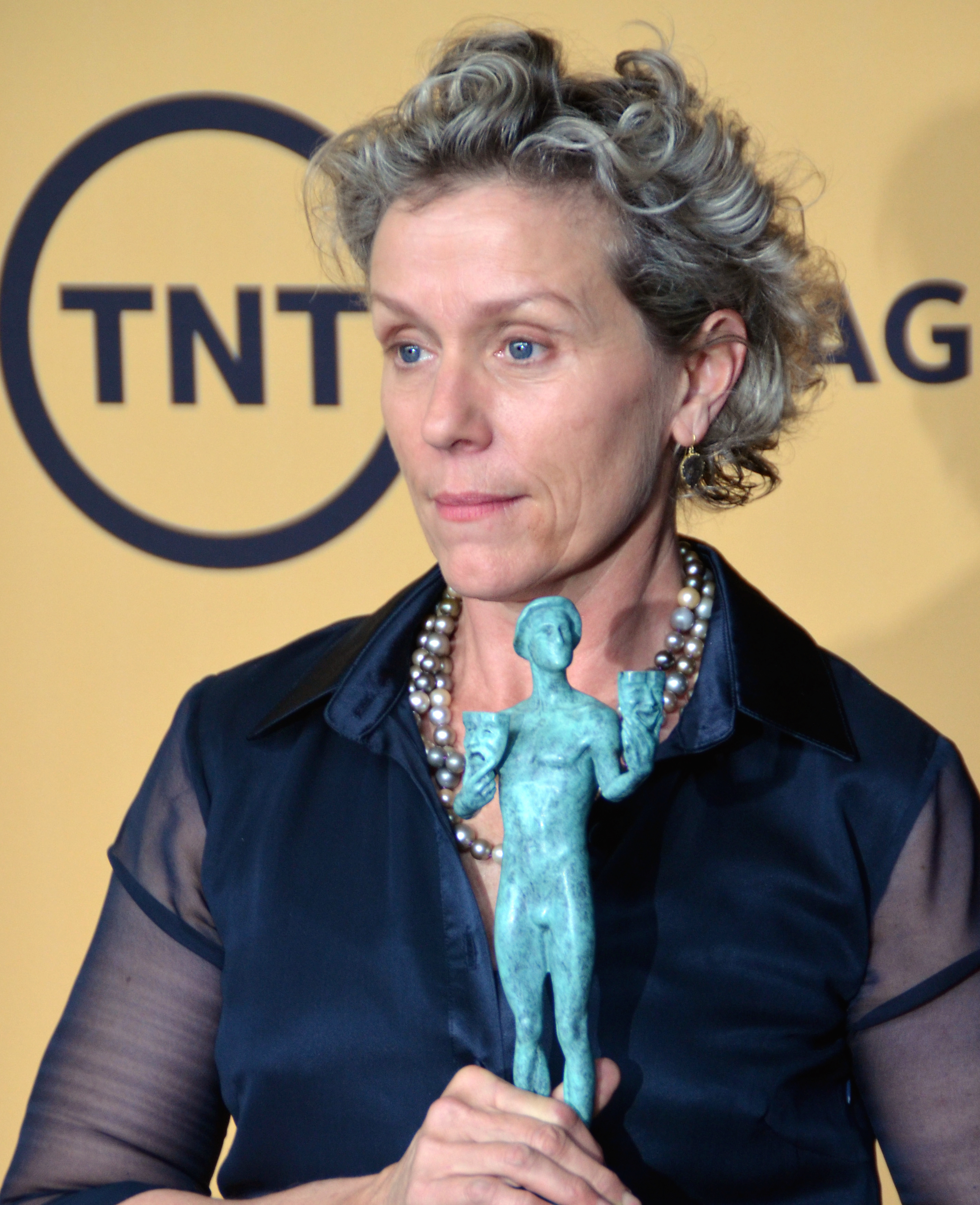
Frances McDormandová, vítězka v kategorii nejlepší ženský herecký výkon v hlavní roli

1. Země nomádů
2. První kráva
3. Braterstvo pěti
4. Never Rarely Sometimes Always
5. Minari
6. Sekerka – Lovers Rock
7. Asi to ukončím
8. Nadějná mladá žena
9. Mank
10. Smrt Dicka Johnsona

## Vítězové
- Nejlepší režisér: Chloé Zhaová – Země nomádů
- Nejlepší scénář: Charlie Kaufman – Asi to ukončím
- Nejlepší herec v hlavní roli: Delroy Lindo – Braterstvo pěti
- Nejlepší herečka v hlavní roli: Frances McDormandová – Země nomádů
- Nejlepší herec ve vedlejší roli: Paul Raci – Sound of Metal
- Nejlepší herečka ve vedlejší roli: Maria Bakalova – Borat Subsequent Moviefilm: Delivery of Prodigious Bribe to American Regime for Make Benefit Once Glorious Nation of Kazakhstan
- Nejlepší obsazení: Ma Rainey – matka blues
- Nejlepší dokument: Malířka a zloděj
- Nejlepší cizojazyčný film: Bacurau
- Nejlepší animovaný film: Vlkochodci
- Nejlepší kamera: Joshua James Richards – Země nomádů
- Nejlepší střih: Chloé Zhaová – Země nomádů
- Nejlepší skladatel: Trent Reznor a Atticus Ross – Duše